# کاترون (میزوری)
کاترون (به انگلیسی: Catron) یک شهر در ایالات متحده آمریکا است که در شهرستان نیو مادرید، میزوری واقع شده‌است. کاترون ۰٫۹۶ کیلومتر مربع مساحت و ۶۷ نفر جمعیت دارد و ۸۶ متر بالاتر از سطح دریا واقع شده‌است.